# 5497 Sararussell
5497 Sararussell (1975 SS) là một tiểu hành tinh vành đai chính được phát hiện ngày 30 tháng 9 năm 1975 bởi S. J. Bus ở Palomar, đặt tên theo Dr Sara Russell, ở Bảo tàng lịch sử tự nhiên, London, UK.